# O Silêncio Q Precede O Esporro
O Silêncio Q Precede o Esporro é o quarto álbum da banda brasileira de rock O Rappa. Lançado em 2003, foi o primeiro disco da banda sem o baterista e letrista Marcelo Yuka (que foi substituído no instrumento pelo até então tecladista do grupo Marcelo Lobato) e o último álbum com a produção de Tom Capone antes de falecer em 2004 em um acidente de moto.
Os principais sucessos do disco foram as canções "Rodo Cotidiano", "Mar de Gente" e "Reza Vela", além da regravação de "Deus Lhe Pague", de Chico Buarque. As canções foram intercaladas por textos narrados pelo grupo, na forma de vinhetas criadas especialmente para o disco.
O disco contou com as participações especiais do sambista Zeca Pagodinho, na regravação de "Maneiras" (gravada também por Zeca em seu Acústico MTV, no mesmo ano), e da rapper argentina Malena D'Alessio, em "Óbvio".
Em 2004, o álbum teve um DVD homônimo, que contava com dois shows do Rappa (um deles realizado na casa Olimpo, no Rio de Janeiro, em janeiro de 2004), além de um pocket show realizado no estúdio Toca do Bandido, também no RJ, em fevereiro do mesmo ano e um documentário sobre a gravação do álbum e materiais extras.
| Críticas profissionais | Críticas profissionais |
| Avaliações da crítica  | Avaliações da crítica  |
| Fonte                  | Avaliação              |
| ---------------------- | ---------------------- |
| Board Sports           | Favorável link         |
| AllMusic               | link                   |

## Faixas
1. "Texto 1" - 0:52
2. "Reza Vela" - 4:56  (Marcos Lobato, Rodrigo Vale, Marcelo Falcão, Xandão, Lauro Farias, Marcelo Lobato).
3. "Texto 2" - 0:05
4. "Rodo Cotidiano" – 6:13  (Marcos Lobato, Marcelo Falcão, Lauro Farias, Xandão, Marcelo Lobato)
5. "Papo De Surdo E Mudo" – 5:41 (Marcos Lobato, Lauro Farias, Xandão, Marcelo Lobato, Marcelo Falcão)
6. "Texto 3" - 0:04
7. "Bitterusso Champagne" - 6:50 (Marcelo Falcão, Marcelo Lobato, Xandão, Lauro Farias)
8. "Texto 4" - 0:05
9. "Mar De Gente" - 5:35 (Marcelo Falcão, Marcelo Lobato, Xandão, Lauro Farias)
10. "O Salto" - 6:17 (Carlos Pombo, Marcelo Falcão, Lauro Farias, Marcelo Lobato, Xandão)
11. "Texto 5" - 1:46
12. "Linha Vermelha" - 3:30 (Marcelo Falcão, Lauro Farias, Marcelo Lobato, Xandão)
13. "Pára Pegador" - 4:17 (Marcos Lobato, Lauro Farias, Xandão, Marcelo Lobato, Marcelo Falcão)
14. "Texto 6" - 1:08
15. "Texto 7" - 0:21
16. "Texto 8" - 0:14
17. "Óbvio" (part. esp. Malena D'Álessio) - 4:17 (Xandão, Marcelo Lobato, Marcelo Falcão, Lauro Farias)
18. "Texto 9" - 0:41
19. "Maneiras" (part. esp. Zeca Pagodinho) - 4:15 (Sylvio da Silva)
20. "O Novo Já Nasce Velho" - 4:11 (Xandão, Marcelo Lobato, Marcelo Falcão, Lauro Farias)
21. "Deus Lhe Pague" - 3:28 (Chico Buarque)
22. "Texto 10" - 1:39
23. "O Salto (Continuo)" - 3:22 (Carlos Pombo, Marcelo Falcão, Lauro Farias, Marcelo Lobato, Xandão)